# Kovel
Kovel (en ukrainien et en russe : Ковель ; en polonais : Kowel) est une ville de l'oblast de Volhynie, en Ukraine, et le centre administratif du raïon de Kovel. Sa population s'élevait à 69 089 habitants en 2019.

## Géographie

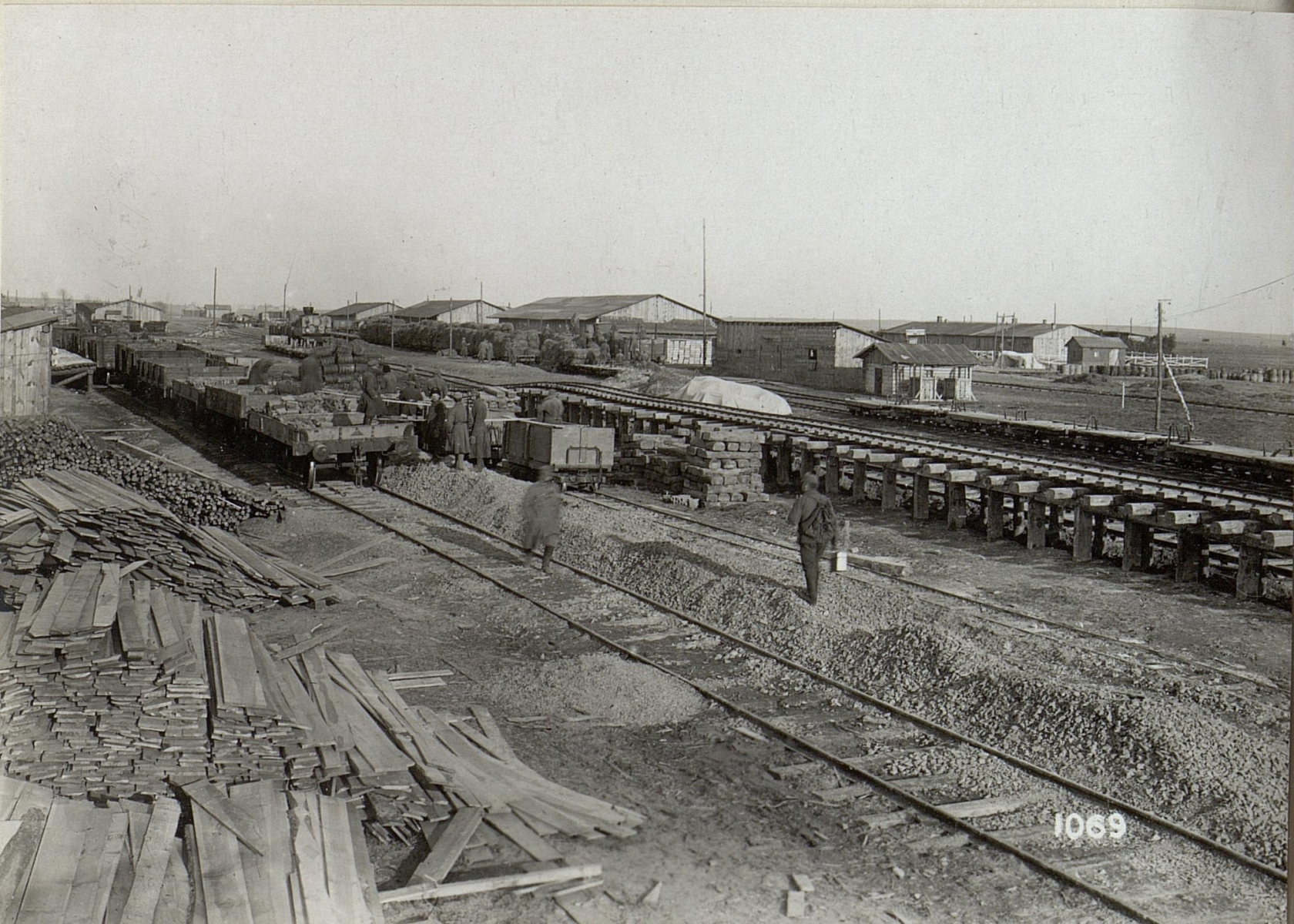
Gare et entrepôts de l'armée austro-hongroise pendant la Première Guerre mondiale.

Kovel se trouve à 68 km au nord-ouest de Loutsk, à 160 km au nord-nord-est de Lviv et à 419 km à l'ouest-nord-ouest de Kiev. Elle est traversée par la Touria, affluent du Pripiat.

## Histoire
La première mention de Kovel remonte à 1310. La localité reçoit le droit de Magdebourg en 1518. Kovel a donné son nom à l'une des plus anciennes inscriptions runiques, aujourd'hui perdue. Un fer de lance a été retrouvé en 1858 près de la ville ; il portait un texte en langue gotique. 
Lors du troisième partage de la Pologne , en 1795, Kovel est attribuée à la Russie. Au cours du développement du transport ferroviaire dans l'Empire russe, Kovel devient le centre du réseau ferroviaire du nord-ouest de l'Ukraine, la gare avec six lignes de chemin de fer qui rayonnent à partir de la ville. La première ligne est construite en 1873 et relie Kovel à Brest-Litovsk et Rivne. En 1877, Kovel est reliée par chemin de fer à Lublin et Varsovie, en Pologne russe. Kovel possède une importante gare de triage.
Pendant la Première Guerre mondiale, Kovel, important nœud de communications occupé en 1915 par les armées des Empires centraux, fait l'objet de violents combats, en particulier pendant l'offensive Broussilov de 1916.

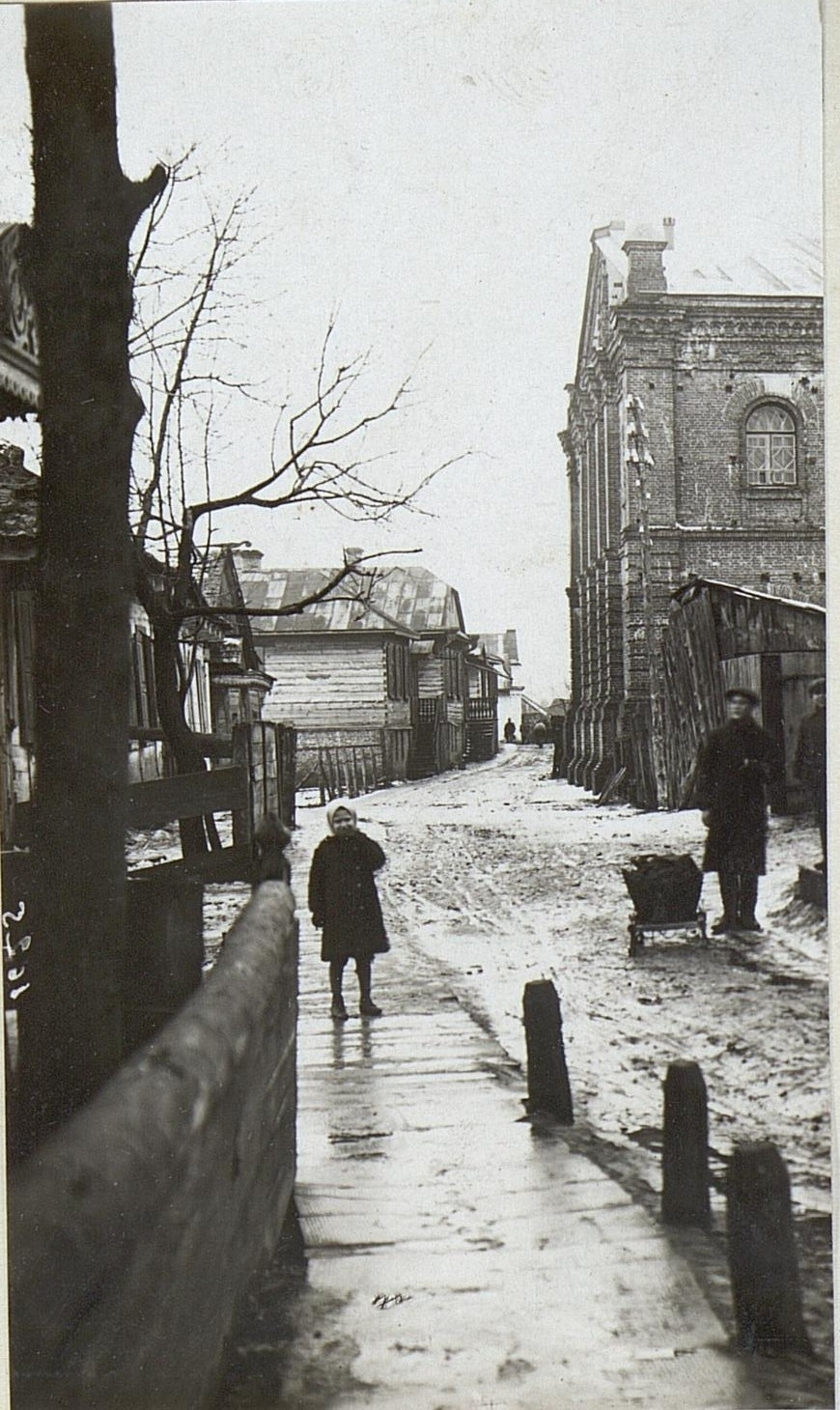
La grande synagogue de Kovel, 1916.

Entre les deux guerres mondiales, la ville est intégrée à la Deuxième république de Pologne.
Une fosse commune des Juifs, ainsi qu'un mémorial, existent à Kovel. La fosse fait 200 m de long et contient dix-mille corps. Elle a été creusée pendant la Seconde Guerre mondiale, pour y enterrer des Juifs tués par balles par les occupants nazis. C'est la Shoah par balles. En Ukraine, le nombre de Juifs tués par balles et mis dans des fosses est estimé  à une fourchette comprise entre 1,5 et 1,8 million (experts réunis en symposium à la Sorbonne). Autre source pour cette information : le témoignage du père Patrick Desbois, qui depuis de nombreuses années se rend en Ukraine, recense ces fosses. Il a déjà recueilli plus de 700 témoignages et a écrit un livre en 2007 : Porteur de mémoire, sur les traces de la Shoah par balles. Il en a témoigné lors de conférences et dans des émissions de télévision notamment. Le père Desbois indique dans une conférence en 2008 à Aulnay-sous-Bois à 38 min 45 s, qu'à l'ouest de L'Ukraine surtout, 80% des fosses communes sont rouvertes, par les voisins, par on ne sait qui. Le but est de trouver l'or dentaire qui seraient encore sur les cadavres. Les fosses sont ouvertes avec des excavatrices et d'autres matériels. Comme c'est le cas à Kovel où il y a un mémorial qui fait 8 à 9 mètres pour une fosse comme indiqué précédemment de 200 mètres. Dans cette fosse étaient ensevelis 10 000 juifs fusillés. Des milliers de corps en sont sortis. Ils étaient alignés par rangée, sauf qu'il manquait les têtes.

## Population
Recensements (*) ou estimations de la population :
| 1863   | 1897*  | 1921   | 1939   | 1943   | 1959*  | 1970*  |
| ------ | ------ | ------ | ------ | ------ | ------ | ------ |
| 37 644 | 17 697 | 20 818 | 32 900 | 16 233 | 24 666 | 33 351 |

| 1979*  | 1989*  | 2001*  | 2010   | 2011   | 2012   | 2013   |
| ------ | ------ | ------ | ------ | ------ | ------ | ------ |
| 48 916 | 67 005 | 66 401 | 67 911 | 68 171 | 68 648 | 68 912 |

| 2014   | 2015   | 2016   | 2017   | 2018   | 2019   | 2020 |
| ------ | ------ | ------ | ------ | ------ | ------ | ---- |
| 69 032 | 69 342 | 69 235 | 69 294 | 69 089 | 28 603 | -    |

## Économie
La principale entreprise de Kovel est la société Kovelselmach (en russe : Ковельсельмаш) : fondée en 1966, elle fabrique des machines et équipements pour l'agriculture. Elle emploie 1 950 salariés (2007) .

## Transport
Kovel se trouve sur la route européenne 373 ou route ukrainienne M-07.

## Jumelages
- Chełm (Pologne) depuis 1995
- Boutcha (Ukraine) depuis 2001
- Walsrode (Allemagne) depuis 2003
- Pinsk (Biélorussie) depuis 2003
- Rjev (Russie) depuis 2003
- Utena (Lituanie) depuis 2005
- Legionowo (Pologne) depuis 2005
- Brzeg Dolny (Pologne) depuis 2005
- Smila (Ukraine) depuis 2006
- Łęczna (Pologne) depuis 2006
- Krasnystaw (Pologne) depuis 2008
- Barsinghausen (Allemagne) depuis 2008